# Cosmoconus ceratophorus
Cosmoconus ceratophorus (лат.) — вид наездников из семейства Ichneumonidae (подсемейство Tryphoninae).

## Описание
Наездники, главным образом, чёрного цвета, средних размеров. Нижняя часть клипеуса, тегулы, конечности, птеростигма, часть тергитов брюшка — желтовато-красные. Передние крылья длиной 4,5—7,2 мм. Жгутик усика состоит из 25—30 сегментов у самок и 27—32 сегментов у самцов. Проподеум гладкий. Палеарктика. Европейско-сибирский лесной вид (Азербайджан, Белоруссия, Россия, включая Дальний Восток, Украина, Эстония).